# Буланово (Пермский край)
Буланово — деревня в составе Сивинского района в Пермском крае.

## Географическое положение
Деревня расположена в западной части района на расстоянии менее 2 километров по прямой на северо-запад от посёлка Северный Коммунар и состоит из девяти улиц.

## Климат
Климат умеренно-континентальный с продолжительной снежной зимой и коротким, умеренно-тёплым летом. Среднегодовая температура + 1,7оС. Средняя температура июля составляет +17,7оС, января −15,1оС. Среднее годовое количество осадков составляет 586 мм.

## История
Известна с 1869 года как починок Булановский. Деревня до 2021 года входит в состав Северокоммунарского сельского поселения Сивинского района. Предполагается, что после упразднения обоих муниципальных образований войдёт в состав Сивинского муниципального округа.

## Население
Постоянное население составляло 105 человек в 2002 году (100% русские), 77 человек в 2010 году.